# They Would Elope
They Would Elope is een Amerikaanse stomme en korte film uit 1909 onder regie van D.W. Griffith.

## Verhaal
Twee minnaars lopen weg en verwachten door haar vader achtervolgd te worden. Dit bleek echter juist het snode plan van haar vader te zijn...

## Rolverdeling
| Acteur             | Personage         |
| ------------------ | ----------------- |
| Mary Pickford      | Bessie            |
| Billy Quirk        | Harry             |
| James Kirkwood     | De Vader          |
| Kate Bruce         | De Moeder         |
| Gladys Egan        | Vrouw in Groep    |
| Robert Harron      | Man in Stal       |
| Arthur V. Johnson  | De Preker         |
| Owen Moore         | Man in Auto       |
| Anthony O'Sullivan | De Butler         |
| Mack Sennett       | Man met Kruiwagen |
| Henry B. Walthall  | Man in Groep      |
| Harry Solter       | Man in Stal       |